# Chu Túc
Chu Túc (朱橚; 8 tháng 10, 1361 - 2 tháng 9, 1425), còn gọi là Chu Định vương (周定王), là Đích tử thứ năm của Minh Thái Tổ Chu Nguyên Chương, người sáng lập triều Minh. Mẹ là Hiếu Từ Cao Hoàng hậu Mã thị.

## Cuộc đời
Dã sử cho rằng Mã Hoàng hậu chỉ là mẹ nuôi của Chu Túc, mẹ ruột của ông là một phi tần trong hậu cung của Thái Tổ, sau bị xử tử. Đó chỉ là truyền thuyết trong dân gian, chưa ai kiểm chứng được điều này.
Sau khi thống nhất Trung Hoa, Chu Nguyên Chương lên ngôi Hoàng đế, lấy hiệu Thái Tổ, lập ra nhà Minh. Tháng 5 năm 1370, Thái Tổ phong cho ông làm Ngô vương (吴王). Năm 1374, Ngô vương được ban cho đất Hàng Châu, Chiết Giang lập thái ấp. Cùng năm đó, Thành Mục Quý phi Tôn thị của Minh Thái Tổ qua đời. Theo chỉ dụ của Phụ hoàng, Chu Túc trở thành con của bà, phục tang 3 năm.
Chu Túc và người anh thứ tư của ông, Yên vương Chu Đệ có quan hệ rất tốt, tình cảm sâu đậm. Năm 1376, Chu Túc được chuyển đến vùng Phượng Dương, nơi mà Hoàng tử dành nhiều thời gian để huấn luyện quân đội. Năm 1378, Phụ hoàng Thái Tổ cải phong cho ông làm Chu vương (周王), gả con gái của Tống quốc công Phùng Thăng (宋国公.冯胜) cho Hoàng tử làm Chánh phi. Năm 1381, chuyển ông đến phủ Khai Phong, Hà Nam, ban cho 3 đạo quân cùng một số quan cố vấn.
Năm 1389, Chu Túc rời Khai Phong đến Phượng Dương mà không có chỉ dụ của Minh Thái Tổ. Sau đó, ông bị đày đi Vân Nam, nhưng thực tế lại bị giam giữ trong kinh thành ở Nam Kinh; trưởng tử của ông, Chu Hữu Đôn (朱有炖) tạm thời kiểm soát phủ Khai Phong, năm 1391 chính thức nắm quyền. Chu Túc sau đó được phép trở về Khai Phong vào khoảng năm 1391 - 1392.
Minh Thái Tổ qua đời vào năm 1398, cháu nội của ông lên ngôi, tức Minh Huệ Đế. Tân đế sau khi lên ngôi đã tiến hành bãi bỏ các thế lực phiên vương của các ông chú. Chu Túc là nạn nhân đầu tiên bị triệu về kinh để phế tước của ông. Năm 1398, con trai thứ hai của ông là Chu Hữu Huân (朱有爋) bị buộc tội phản nghịch, Chu Túc vì thế mà bị vạ lây. Ông bị tước hết chức vị và đày đi lại Vân Nam. Sau chiến dịch Tĩnh Nan, Hoàng tử thứ tư của Thái Tổ, Chu Đệ cướp ngôi vua, lật đổ cháu mình, lấy hiệu Minh Thành Tổ, Chu Túc được trả tự do và trở lại Nam Kinh (1402) rồi sau đó quay về thái ấp của ông (1403).
Năm 1420, Chu vương bị triệu về kinh vì tội chuẩn bị dấy binh làm loạn, ông thú nhận tội lỗi của mình và được tha bổng, nhưng số quân của Chu Túc bị cắt bớt tới mức tối thiểu.
Năm 1425, Chu vương Chu Túc qua đời, thuỵ đầy đủ là Chu Định vương (周定王), toàn bộ thứ thiếp của ông đều bị ép tuẫn táng.

## Tài năng
Chu vương Chu Túc đã cống hiến rất nhiều vào việc nghiên cứu thực vật và y học. Năm 1406, ông viết nên Cứu hoang bản thảo (救荒本草), ghi chép về các loại bách thảo, trong đó liệt kê về 414 loại cây dại ăn được. Vùng Khai Phong là nơi tập trung thiên tai của Trung Hoa, vì thế mục đích của cuốn sách là giúp tìm ra những loại cây dại ăn được để phòng trường hợp đói kém, mất mùa, thiên tai. Ngoài ra, Chu vương còn biên soạn Phổ tế phương (普濟方), gồm 61.739 bài thuốc, là bộ sách y học cổ truyền lớn nhất Trung Hoa. Ông không chỉ là một thi sĩ tài hoa, mà còn là người am hiểu thư pháp, ông từng viết tác phẩm Nguyên cung từ (元宮詞), gồm 100 chương.

## Gia thất

### Thê thiếp

#### Chính thất
- Chánh phi Phùng thị (冯氏; ? - 1422), con gái của Tống quốc công Phùng Thăng (冯胜).

#### Thứ thiếp
- Thứ phi Nghê Diệu Định (倪妙定; 1359 - 1420), con gái của Nghê An (倪安).
- Thứ phi Mục thị (穆氏; 1368 - 1425), có pháp danh Diệu Phúc (妙福). Tuẫn táng. Không con.
- Thứ phi Dương thị (杨氏; 1387 - 1425), có pháp danh Diệu Tú (妙秀). Tuẫn táng. Không con.
- Thứ phi Hồ thị (胡氏; ? - 1435).
- Thứ phi Trần thị (陳氏).
- Thứ phi Chu thị (周氏).
- Thứ phi Vương thị (王氏).
- Thứ phi Lý thị (李氏; 1392 - 1444), có pháp danh Phúc Thiện Mẫu (福善母).

### Hậu duệ

#### Con trai
1. Chu Hữu Đôn (朱有炖; 6 tháng 2, 1379 - 1439), Chu Hiến vương (周憲王), mẹ là Phùng thị. Ông là một thi sĩ, nhà soạn nhạc, viết kịch nổi tiếng dưới triều Minh, để lại rất nhiều tác phẩm trong nhân gian. Vương không có con nối dõi, vợ là Trinh Liệt Vương phi Củng thị (貞烈王妃鞏氏) và 6 người thiếp khác đều mang thuỵ là Trinh Thuận phu nhân (貞順夫人) bị tuẫn táng.
2. Chu Hữu Huân (朱有爋; 11 tháng 3, 1380 - ?), mẹ là Phùng thị, ban đầu phong Nhữ Nam vương (汝南王), sau phản nghịch mà bị phế làm thứ dân. Có 2 con trai, về sau được phục vị làm Trấn quốc Tướng quân (鎮國將軍).
3. Chu Hữu Huyên (朱有烜; ? - 1415), Thuận Dương Hoài Trang vương (順陽懷莊王). Vô tự.
4. Chu Hữu Tước (朱有爝; 1392 - 1452), nguyên phong Tường Phù vương (祥符王), sau cải thành Chu Giản vương (周簡王), thế tập thay anh là Chu Hữu Đôn. Vợ là Từ thị (徐氏), con của Lai Châu vệ chỉ huy Từ Giám (徐鉴), có 12 con trai.
5. Chu Hữu Hy (朱有熺), ban đầu phong Tân Yên vương (新安王), sau phản nghịch mà bị phế làm thứ dân.
6. Chu Hữu Quang (朱有灮󠄂; 15 tháng 9, 1393 - 1466), Vĩnh Ninh Tĩnh Hy vương (永寧靖僖王). Có 7 con trai.
7. Chu Hữu Phiến (朱有煽; 16 tháng 11, 1396 - 1444), Nhữ Dương Cung Hy vương (汝陽恭僖王). Có 10 con trai.
8. Chu Hữu Hoảng (朱有爌; 1400 - 1471), Trấn Bình Cung Định vương (鎮平恭定王). Có 7 con trai.
9. Chu Hữu Phu (朱有炥; ? - 1470), Nghi Dương Khang Giản vương (宜陽康簡王). Vô tự.
10. Chu Hữu Quýnh (朱有熲; 1405 - 1438), Toại Bình Điệu Cung vương (遂平悼恭王). Có 2 con trai.
11. Chu Hữu Uân (朱有熅; 1407 - 1467), Phong Khâu Khang Ý vương (封邱康懿王). Có 8 con trai.
12. Chu Hữu Dịch (朱有熼; 1409 - 1429), La Sơn Điệu Cung vương (羅山悼恭王). Vợ là Trương thị (张氏), bị tuẫn táng cùng chồng vì không có con.
13. Chu Hữu Huỳnh (朱有炯; 1410 - 1464), Nội Hưởng Cung Trang vương (內鄉恭莊王).
14. Chu Hữu Khảo (朱有燆; 21 tháng 8, 1411 - 9 tháng 9, 1453), Tộ Thành Trang Giản vương (胙成莊簡王). Có 7 con trai.
15. Chu Hữu Diễn (朱有𤊟; ? - ?), Cố Thỉ vương (固始王). Vô tự.

#### Con gái
1. Nghi Phong Quận chúa (儀封郡主), năm 1402 lấy Bạc Tử Xuân (溥子春).
2. Lan Dương Quận chúa (蘭陽郡主), năm 1402 lấy Từ Mậu Tiên (徐茂先).
3. Tín Dương Quận chúa (信陽郡主), năm 1404 lấy Thạnh Du (盛瑜).
4. Nam Dương Quận chúa (南陽郡主), năm 1405 lấy Trương Nghi (張儀).
5. Vĩnh Thành Quận chúa (永城郡主), năm 1405 lấy Trình Hòa (程和).
6. Huỳnh Dương Quận chúa (滎陽郡主), năm 1406 lấy Trương Nghĩa (張義).
7. Tân Hương Quận chúa (新鄉郡主), năm 1406 lấy Trương Lâm (張琳).
8. Ninh Lăng Quận chúa (寧陵郡主), năm 1411 lấy Tiễn Khâm (錢欽).
9. Trần Lưu Quận chúa (陳留郡主), năm 1411 lấy Phùng Huấn (馮訓).
10. Nghi An Quận chúa (宜安郡主), năm 1414 lấy Thái Nghĩa (蔡義).
11. Thương Thủy Quận chúa (商水郡主), chết khi chưa kết hôn.
12. Trung Mâu Quận chúa (中牟郡主), chết khi chưa kết hôn.